# Pedro Salvador
Pedro Salvador ou simplesmente Xingô (São Paulo, 14 de setembro de 1900 — Local e data da morte desconhecido), foi um futebolista brasileiro que atuou como meio-campista.

## Carreira
Iniciou sua carreira futebolística no America-PR. Após saída do America-PR, o atleta defendeu o Pelotas com uma rápida passagem e Palmeiras, onde jogou por dez anos e conquistou dois campeonatos paulista. Defendeu também a Seleção Brasileira que conquistou a Copa Roca de 1922. Pela Seleção Brasileira, fez um jogo e não marcou gol.

## Morte
Não se tem informações sobre a morte do ex-atleta.

## Títulos
Palmeiras
- Campeonato Paulista: 1926, 1927

Seleção Brasileira
- Copa Roca de 1922